# Kin no unko

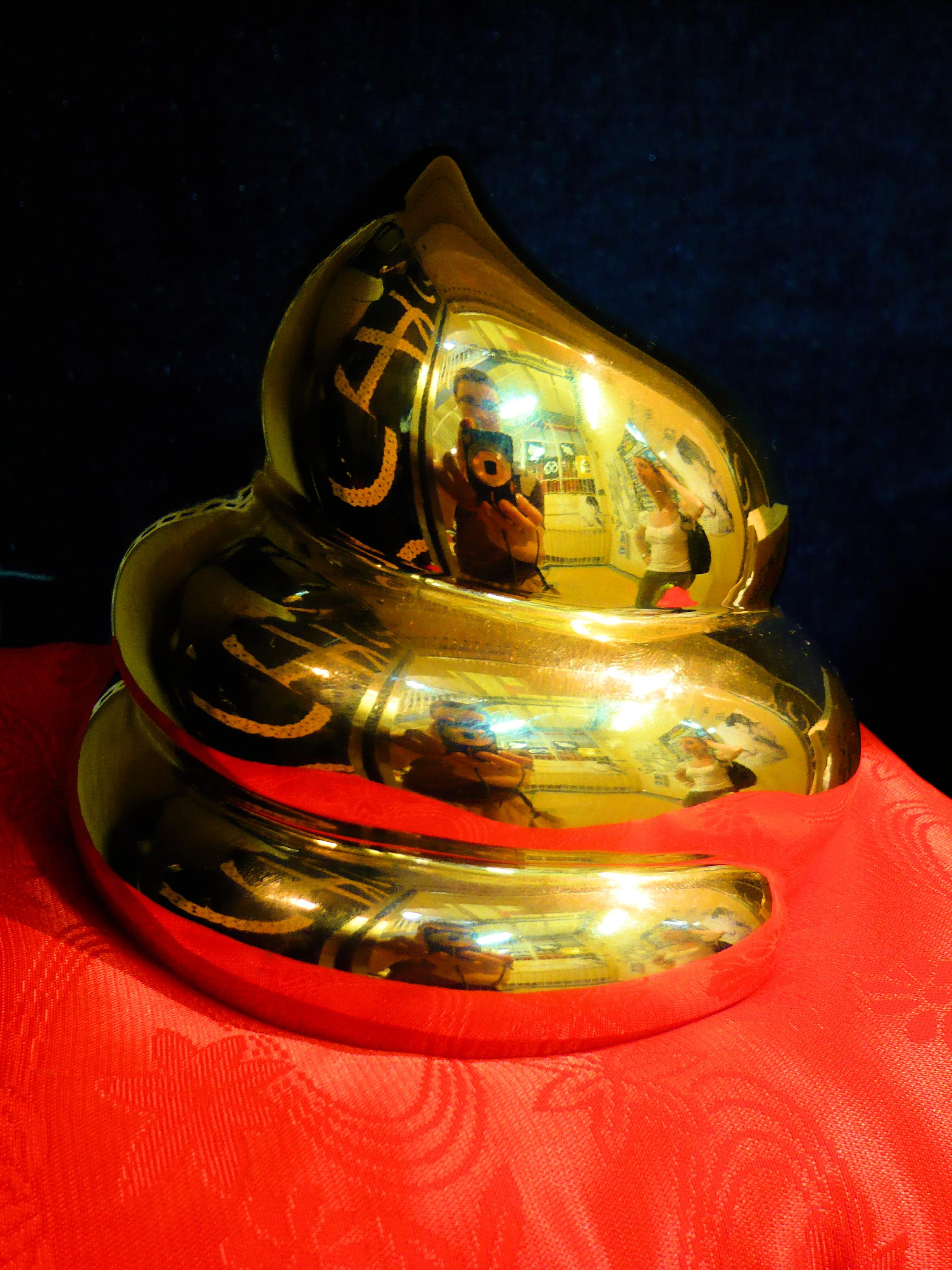
Kin no unko.

Kin no unko (金のうんこ, caca doré), également connu sous le terme anglais : golden poo, est un porte-bonheur japonais ayant produit un phénomène commercial au Japon. La proximité du terme avec l'association de kōun (幸運（こううん」, porte-bonheur) et de unko (うんこ, excrément) sont à l'origine du calembour qui font de cet objet un symbole de bon augure.

## Historique
Les kin no unko sont à l'origine en porcelaine recouverte d'or 24 carats. Les prix des produits varient de 105 yens pour un petit tas à 2 100 yens pour un gros tas sur un oreiller en soie rouge. Depuis 2000, le phénomène kin no unko a remporté un énorme succès sur le marché mondial. Le PDG de Ryukodo en a eu l'idée en 1999, voulant offrir aux Japonais un produit bon marché qui ferait sourire en période de récession en jouant sur un jeu de mots en japonais signifiant « caca doré » et « bonne chance, ». En 2006, 2,7 millions de ces breloques de téléphones portables sous cette forme ont été vendus
,.
Le symbole, ou quelque chose de similaire appelé unchi, apparaît comme un émoji disponible sur de nombreux appareils mobiles prenant en charge une extension Unicode réalisée à l'été 2014. La breloque est inhabituelle en dehors du Japon mais a été commercialisée sur le site web en anglais ThinkGeek.

### Dans la tradition japonaise
Selon le professeur Takeshi Mitsuhashi (université Kokugakuin de Tokyo) affirme que ce kin no unko « fait partie intégrante de cette tradition » des talismans dans la culture japonaise.

### Prix Golden Poop
Le magazine Consumerist en a aussi fait un prix annuel décerné à la pire entreprise américaine et décerné pour 2010 à BP, deux années de suite à Electronic Arts pour 2012 et 2013 et pour 2014 à Comcast.
La sculpture la Flamme d'or de Philippe Starck, au sommet de l'Asahi Beer Hall, à Tokyo, est surnommée « kin no unko » par les locaux pour sa similitude,.

## Dans la culture populaire
Le jeu vidéo The Legend of Zelda: Breath of the Wild de 2017 contient un objet connu sous le nom de Hestu's Gift, qui ressemble à un kin no unko.